# Josep Torrents i Garcia
Josep Torrents i Garcia, conegut artísticament com a Pep Torrents (Sabadell, 2 de desembre de 1943 - Barcelona, 3 de març del 2011), fou un actor català de teatre, televisió i cinema, amb una extensa trajectòria com a director i actor de doblatge.

## Biografia
Pep Torrents va començar a actuar a 18 anys amb un grup a Sabadell i al cap de tres o quatre anys va fer teatre infantil amb Mercè Sampietro i Carme Conesa. L'any 1968 debutà com a actor a la Cova del Drac del carrer Tuset de Barcelona, amb espectacles musicals de cabaret literari, del grup Ca-barret, actuant amb Carme Sansa. L'any 1970 participà en el primer i últim Festival de Poesia Popular Catalana. L'any 1973 va fer Ronda de mort a Sinera de Salvador Espriu al Teatre Romea i al Festival de Venècia amb la companyia d'Adrià Gual.
El 1976 esdevingué membre de la mesa de direcció de l'assemblea d'actors i directors Grec-76. A partir de 1983 es dedicà al doblatge, com a actor i director, i va participar en més de mil doblatges de sèries i pel·lícules al català. Entre els actors a qui donà veu en català hi ha Michael Caine (per exemple, a Evasió o victòria, Batman Begins i El truc final), Harvey Keitel (com a Obert fins a la matinada, U-571 i Bugsy), Paul Newman (a El color dels diners i El colós en flames), i Al Pacino (a El padrí III), a més de Charles Boyer, Gary Cooper, Frank Sinatra, Charlton Heston, Charles Bronson, Anthony Hopkins, i Clint Eastwood. També va posar la veu a Ricard III (Ian McKellen) en la pel·lícula de 1995, i a diferents personatges secundaris de sèries com Bonanza, S'ha escrit un crim —doblatge que també va dirigir— i Columbo. En anime, va participar en el doblatge d'El gran Suixi i va posar la veu al Capità Harlock, a més del Dr. Slump als primers episodis. Com a director de doblatge, es va ocupar de sèries com Sí, ministre o Falcon Crest.
Va participar com a actor en unes quantes sèries de televisió, com Nissaga de poder, Poble Nou, El cor de la ciutat o La sagrada família. A Poble Nou, en el paper de l'Eugeni, va protagonitzar el primer petó gai de TV3, juntament amb Jordi Boixaderas (Xavier). Morí el 3 de març de 2011 a causa d'un càncer de pulmó que patia des de feia temps.
Va estar casada amb l'actriu i directora de doblatge Teresa Manresa, amb qui van tenir de fill el també actor de doblatge Marc Torrents.

## Obres

### Teatre
- Ronda de mort a Sinera, de Salvador Espriu, al Teatre Romea (1973)[6]
- Mort de dama, de Llorenç Villalonga, versionada per Biel Moll[6]
- Timón de Atenas, de William Shakespeare
- Hércules y el estercolero, de Friedrich Dürrenmatt
- Numancia, de Miguel de Cervantes
- El señor Puntilla y su criado Matti, de Bertolt Brecht
- Godspell
- Quan la ràdio parlava de Franco, de Josep Maria Benet i Jornet
- Descripció d'un paisatge, de Josep Maria Benet i Jornet
- Hamlet, de Shakespeare
- Historia de un caballo, de Tolstoi
- El Cafè de la Marina, de Josep Maria de Sagarra
- El misantrop, de Molière
- El diari d'Anne Frank
- Macbeth, de Shakespeare
- Galileo Galilei, de Bertolt Brecht
- West Side Story
- Molt soroll per no res, de Shakespeare
- Estiu, d'Edward Bond, a la Sala Petita del Teatre Nacional de Catalunya (2001).[11]
- Maria Rosa, d'Àngel Guimerà (2004)
- La intrusa, de Maurice Maeterlinck. En el paper de l'avi, a l'Espai Brossa (2005)[6]
- Mika i el paradís, de Francesc Cerró (2006)
- Rock'n'roll, de Tom Stoppard (2008)